# مارلو وان راین
مارلو وان راین دونده حرفه‌ای اهل هلند و دارنده رکوردهای جهانی مواد ۱۰۰ و ۲۰۰ متر کلاس T43 پارالمپیک است. او به‌طور مادرزادی از ناحیهٔ هر دو پا معلول است. وی همچنین در سال‌های ۲۰۱۲ و ۲۰۱۳ به عنوان بهترین ورزشکار معلول هلند شناخته شد.

## اطلاعات شخصی
مارلو وان راین در ۲۲ اکتبر ۱۹۹۱ در شهر مونیکن‌دام، هلند متولد شد.
او در رشته اقتصاد بازرگانی مؤسسه یوهان کرایف آمستردام تحصیل می‌کند.

## فعالیت‌های ورزشی

### شنا
تا سال ۲۰۰۹، مارلو وان راین عضو تیم ملی شنای معلولان بود و در کنار سایرین در مسابقات قهرمانی جهان و اروپا شرکت می‌کرد. او چندین رکورد ملی ثبت کرد. وی در دسته‌بندی S9 و مواد ۵۰ و ۱۰۰ متر آزاد به رقابت می‌پرداخت. او در سال ۲۰۱۰ به علت کمبود انگیزه، شناگری حرفه‌ای را کنار گذاشت و به ورزش دو و میدانی روی برد.

### دو و میدانی
مارلو وان راین در سال ۲۰۱۰ بعد از این که توسط گودو بونسن مربی تیم سه‌گانه معلولان هلند به دو و میدانی علاقه‌مند شد، به این ورزش تغییر رشته داد؛ و پس از آن عضو تیم ملی سه‌گانه معلولان هلند شد. مارلو با وجود این که در کلاس T43 دسته‌بندی شد، اما در کلاس T44 و مواد ۱۰۰ و ۲۰۰ متر به رقابت می‌پردازد. او جواز حضور در بازی‌های پارالمپیک تابستانی ۲۰۱۲ را در خلال مسابقات ایتالیا کسب کرد. او پس از کسب مدال‌های متعدد در پارالمپیک، مقام شوالیه خاندان سلطنتی هلند را دریافت کرد.

## رکوردها و دستاوردها

### دو و میدانی
| رشته             | زمان(s)     | نتیجه   | تاریخ           | مسابقات                         | مکان                 |
| ---------------- | ----------- | ------- | --------------- | ------------------------------- | -------------------- |
| ۱۰۰ متر کلاس T44 | ۱۳٫۰۲ PR    | طلا     | ۱۷ سپتامبر ۲۰۱۶ | بازی‌های پارالمپیک تابستانی ۲۰۱۶ | ریو دو ژانیرو، برزیل |
| ۱۰۰ متر کلاس T44 | ۱۳٫۲۲ WR,PB | مقدماتی | ۱ سپتامبر ۲۰۱۲  | بازی‌های پارالمپیک تابستانی ۲۰۱۲ | لندن، انگلستان       |
| ۱۰۰ متر کلاس T44 | ۱۳٫۲۷       | نقره    | ۲ سپتامبر ۲۰۱۲  | بازی‌های پارالمپیک تابستانی ۲۰۱۲ | لندن، انگلستان       |
| ۱۰۰ متر کلاس T44 | ۱۳٫۶۲       | طلا     | ۲۷ ژوئن ۲۰۱۲    | دو و میدانی قهرمانی اروپا       | استادس‌کانال، هلند    |
| ۲۰۰ متر کلاس T44 | ۲۶٫۱۷ PR    | طلا     | ۱۵ سپتامبر ۲۰۱۶ | بازی‌های پارالمپیک تابستانی ۲۰۱۶ | ریو دو ژانیرو، برزیل |
| ۲۰۰ متر کلاس T44 | ۲۶٫۱۸ WR,PB | طلا     | ۲ سپتامبر ۲۰۱۲  | بازی‌های پارالمپیک تابستانی ۲۰۱۲ | لندن، انگلستان       |
| ۲۰۰ متر کلاس T44 | ۲۶٫۹۷       | انتخابی | ۵ سپتامبر ۲۰۱۲  | بازی‌های پارالمپیک تابستانی ۲۰۱۲ | لندن، انگلستان       |

- WR مخفف رکورد جهانی
- PR مخفف رکورد پارالمپیک
- PB مخفف بهترین رکورد شخصی

### شنا
| رشته                      | زمان(s)    | نتیجه   | تاریخ         | مسابقات | مکان             |
| ------------------------- | ---------- | ------- | ------------- | ------- | ---------------- |
| ۵۰ متر کرال سینه کلاس SB8 | ۵۱٫۸۰ PB   | نامعلوم | ۸ مارس ۲۰۰۹   | نامعلوم | اسبیرگ، دانمارک  |
| ۵۰ آزاد کلاس S9           | ۳۴٫۳۴ PB   | نامعلوم | ۱۰ می ۲۰۰۹    | نامعلوم | آنتورپ، بلژیک    |
| ۱۰۰ آزاد کلاس S9          | ۱:۱۳٫۰۲ PB | نامعلوم | ۲۴ اکتبر ۲۰۰۹ | نامعلوم | ریکیاویک، ایسلند |
| ۲۰۰ آزاد کلاس S9          | ۲:۴۲٫۴۴ PB | نامعلوم | ۲۹ می ۲۰۰۹    | نامعلوم | برلین، آلمان     |
| ۴۰۰ آزاد کلاس S9          | ۵:۳۲٫۳۶ PB | نامعلوم | ۲۱ اکتبر ۲۰۰۹ | نامعلوم | ریکیاویک، ایسلند |

- PB مخفف بهترین رکورد شخصی